# Batalla de Itálica
La batalla de Itálica fue un enfrentamiento militar librado en el 75 a. C., entre las legiones optimates de la República romana y los rebeldes populares durante la Guerra Sertoriana.

## Antecedentes
En el 75 a. C., el caudillo rebelde Quinto Sertorio decidió enviar a sus lugartenientes Cayo Herenio y Marco Perpenna Ventón a enfrentar a Cneo Pompeyo Magno mientras él mismo marchaba contra Quinto Cecilio Metelo Pío, sin embargo, estos fueron vencidos en la Valentia, lo que obligó a Sertorio a ir a enfrentarse personalmente con Pompeyo. En su reemplazó, encargó a su legado Lucio Hirtuleyo encargarse de Metelo.

## Batalla
Metelo e Hirtuleyo se encontraron en Itálica, una ciudad de la futura provincia romana de Bética. Hirtuleyo reunió a su ejército poco después del amanecer y marchó hacia el campamento de Metelo tratando de provocar a su oponente a darle batalla. Metelo mantuvo a sus tropas en su campamento detrás de sus trincheras hasta el mediodía. Hacía mucho calor y las tropas de Hirtuleyo pronto se estaban sofocando al aire libre, mientras que los legionarios de Metelo permanecían relativamente frescos. Dado que su enemigo permaneció enfrente de su campamento durante horas, Metelo tuvo mucho tiempo para estudiar sus disposiciones y hacer sus propios planes en consecuencia. Así Metelo se dio cuenta de que las mejores unidades de Hirtuleyo estaban en su centro y cuando inició la batalla mantuvo su centro más atrás para evitar combatir en ese sector, mientras ordenaba a sus flancos cargar sobre los de su oponente, venciéndolos y luego atacando en un movimiento envolvente al centro rebelde. Fue muy similar a la táctica a la usada por Aníbal Barca en Cannas en 216 a. C..

## Consecuencias
Hirtuleyo perdió más de 20.000 hombres y apenas pudo retirarse con unos pocos sobrevivientes a la Lusitania. Metelo decidió ir contra Sertorio, quien justo estaba luchando con Pompeyo en Sucro.

### Antigua
- Sexto Julio Frontino. Estratagemas. Libro II. Versión digitalizada en UChicago, basada en traducción latín-inglés por Charles E. Bennett, edición Loeb, 1925.
- Paulo Orosio. Historia contra los paganos. Traducción latín-inglés, introducción y notas por A. T. Fear, 2010, Liverpool University Press,  ISBN 9781846312397. Véase Libro V Archivado el 29 de mayo de 2020 en Wayback Machine..
- Plutarco. Vida de Pompeyo, parte de Vidas paralelas. Digitalizado en UChicago. Basada en traducción de latín-inglés por Bernadotte Perrin, volumen V de la Loeb Classical Librery, 1917. En español en Imperium.

### Moderna
- Leach, John (1978). Pompey the Great. Croom Helm. En inglés. ISBN 9780847660353.
- Matyszak, Philip (2013). Sertorius and the Struggle for Spain. Pen & Sword Military. En inglés. ISBN 9781848847873.

- Datos: Q60524410